# Kolomenskaja
Kolomenskaja (ryska:  Коломенская) är en tunnelbanestation på Zamoskvoretskajalinjen i Moskvas tunnelbana. Stationen öppnades den 11 augusti 1969.
Stationen är byggd i typisk "tusenfoting"-design (trespanns pelar-design), vilken är karaktäristisk för tidsperioden. Kolomenskaja har fått sitt namn från det närliggande historiska friluftsmuseet Kolomenskoje, och även stationen har temat historiska Ryssland, för formgivningen står arkitekterna L. Sjagurina och V. Tjeremin. Stationen är ljus och luftig och har två rader med 40 åttkantiga betongpelare klädda med gul marmor. På de gula väggarna sitter flera kopparplattor skapade av skulptören E. Ladygin, vilka visar bilder ur den ryska bogatyrmyten Med vad fäderneslandet började. 